# 栾京庐
栾京庐（？—？），姬姓，栾氏，名京庐，春秋时期晋国大夫。
前592年春季，晋景公派遣郤克到齐国征召齐顷公参加盟会。齐顷公用帷幕遮住母亲萧同叔子让她观看郤克的跛脚样子。郤克登上台阶，萧同叔子在房里笑起来。郤克大怒，发誓要报复，便先回国，让副手栾京庐在齐国等候命令，说：“不能完成在齐国的使命，就不要回国复命。”郤克回国后，立即就向晋景公请求进攻齐国。